# Света Параскева (Кюпкьой)
Вижте пояснителната страница за други значения на Света Параскева.
„Света Параскева“ (на гръцки: Ιερός Ναός Αγίας Παρασκευής) е възрожденска църква в македонската паланка Кюпкьой (Проти), Гърция, част от Зъхненската и Неврокопска епархия.
Църквата е трикорабна базилика, построена в 1844 година според запазения надпис на главния вход. В 1870 година е построена камбанарията. Църквата е изписана.